# Quairading
Quairading är en ort i Australien. Den ligger i kommunen Quairading och delstaten Western Australia, omkring 140 kilometer öster om delstatshuvudstaden Perth.
Trakten runt Quairading är nära nog obefolkad, med mindre än två invånare per kvadratkilometer.. Quairading är det största samhället i trakten.
Trakten runt Quairading består till största delen av jordbruksmark. Genomsnittlig årsnederbörd är 472 millimeter. Den regnigaste månaden är september, med i genomsnitt 75 mm nederbörd, och den torraste är februari, med 12 mm nederbörd.